# 蒙克拉 (大西洋比利牛斯省)
蒙克拉（法語：Moncla，法語發音：[mɔ̃kla]）是法国比利牛斯-大西洋省的一个市镇，属于波城区。

## 地理
蒙克拉（43°34'54"N, 0°13'59"W）面积5.83 平方千米，位于法国新阿基坦大区大西洋比利牛斯省，该省份为法国东南部省份，涵盖了贝阿恩与北巴斯克，西临大西洋比斯開灣，北至朗德省，东北接热尔省，东临上比利牛斯省，南与西班牙接壤。
与蒙克拉接壤的市镇（或旧市镇、城区）包括：普罗让、韦尔吕、萨龙、卡斯泰特皮贡、加尔兰、波尔泰。

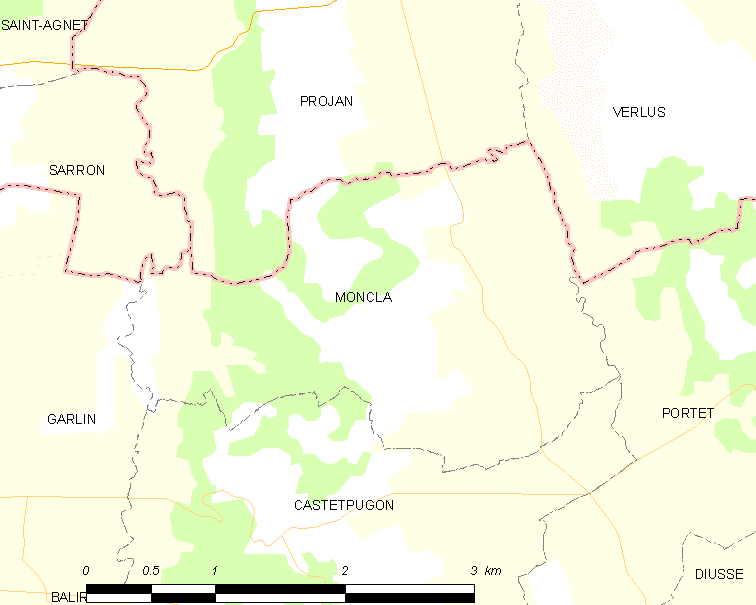
的OSM定位图

蒙克拉的时区为UTC+01:00、UTC+02:00（夏令时）。

## 行政
蒙克拉的邮政编码为64330，INSEE市镇编码为64392。

## 政治
蒙克拉所属的省级选区为吕伊河土地和维克比伊山坡县。

## 人口

1962-2008年间人口变化图示

蒙克拉于2022年1月1日时的人口数量为85人。